# Discografia lui Iancu Marinescu
Discografia cântărețului Iancu Marinescu cuprinde numeroase apariții (discuri de ebonită) ce prezintă înregistrări realizate în perioada anilor 1908 - 1924.
Discurile cântărețului au fost înregistrate la casele de discuri Zonophone, Odeon, Columbia, Concert Record Gramophone, Lyrophon, Polyphon, Perfection Concert Record și Pathé.

## Discuri Zonophone Record
| An      | Număr de catalog | Piese                                               | Acompaniament                 | Note                     |
| ------- | ---------------- | --------------------------------------------------- | ----------------------------- | ------------------------ |
| 1908    | 502171           | De acum nu te-oi mai vedea [romanță]                | orchestra Ciolac              | înregistrat la București |
| 1908    | 502172           | Mai am un singur dor [romanță]                      | orchestra Ciolac              | înregistrat la București |
| 1908    | 502173           | De te-ași prinde în deal la prune [cântec românesc] | orchestra Ciolac              | înregistrat la București |
| 1908    | 502174           | Hora din Teleorman [cântec românesc]                | orchestra Ciolac              | înregistrat la București |
| 1908    | 502175           | Mândruțo cu ochi ca mura [cântec românesc]          | orchestra Ciolac              | înregistrat la București |
| 1908    | 502176           | Numai una [cântec românesc]                         | orchestra Ciolac              | înregistrat la București |
| 1908    | 502177           | La Copoul din Iași [cântec românesc]                | orchestra Ciolac              | înregistrat la București |
| 1908    | 502178           | Brăul de la Bughea [cântec românesc]                | orchestra Ciolac              | înregistrat la București |
| 1908    | 502179           | Lele cu scurteica verde [cântec românesc]           | orchestra Ciolac              | înregistrat la București |
| 1908    | 502180           | Și ți-am zis de două ori [cântec românesc]          | orchestra Ciolac              | înregistrat la București |
| 1908    | 502181           | Dacă îți este dor [cântec românesc]                 | orchestra Ciolac              | înregistrat la București |
| 1908    | 502182           | Colo'n grădiniță [cântec românesc]                  | orchestra Ciolac              | înregistrat la București |
| 1908    | 502183           | D'o vrea puica [cântec românesc]                    | orchestra Ciolac              | înregistrat la București |
| 1908    | 502184           | Oltenește [cântec românesc]                         | orchestra Ciolac              | înregistrat la București |
| 1908    | 502185           | Alunel cu alunele [cântec românesc]                 | orchestra Ciolac              | înregistrat la București |
| 1908    | 502186           | Ochi dulci [cântec românesc]                        | orchestra Ciolac              | înregistrat la București |
| 1908    | 502187           | În rariștea de lăngă vii [cântec românesc]          | orchestra Ciolac              | înregistrat la București |
| 1908    | 502188           | Lasămă să te sarut [cântec românesc]                | orchestra Ciolac              | înregistrat la București |
| 1908    | 502189           | Mia plecat neica de luni [cântec românesc]          | orchestra Ciolac              | înregistrat la București |
| 1908    | 502190           | Hora dis de dimineață [cântec românesc]             | orchestra Ciolac              | înregistrat la București |
| 1908    | 502191           | Frumoasă e vecina noastră [cântec românesc]         | orchestra Ciolac              | înregistrat la București |
| 1908    | 502192           | Regretul [cântec românesc]                          | orchestra Ciolac              | înregistrat la București |
| 1908    | 502615           | Luna știe dar nu spune [cântec românesc]            | orchestra completă de lăutari | înregistrat la București |
| 1908    | 502616           | Dor pribeag [cântec românesc]                       | orchestra completă de lăutari | înregistrat la București |
| 1908    | 502617           | N'am crezut în astă lume [cântec românesc]          | orchestra completă de lăutari | înregistrat la București |
| 1908    | 502618           | E noapte senină [cântec românesc]                   | orchestra completă de lăutari | înregistrat la București |
| 1908    | 502619           | Te-am așteptat să vii [romanță]                     | orchestra completă de lăutari | înregistrat la București |
| 1908    | 502620           | Ai plâns și tu odată [romanță]                      | orchestra completă de lăutari | înregistrat la București |
| 1908    | 502621           | Mandrulița de la munte [cântec românesc]            | orchestra completă de lăutari | înregistrat la București |
| 1908    | 502622           | Te-am văzut plângând aseară [cântec românesc]       | orchestra completă de lăutari | înregistrat la București |
| 1908    | 502623           | Dorul meu e numai dor [cântec românesc]             | orchestra completă de lăutari | înregistrat la București |
| 1908    | 502624           | Foi de vie [cântec românesc]                        | orchestra completă de lăutari | înregistrat la București |
| 1908    | 502625           | Cine face rublele [cântec românesc]                 | orchestra completă de lăutari | înregistrat la București |
| 1908    | 502626           | De-ar fi noaptea trei conace [cântec românesc]      | orchestra completă de lăutari | înregistrat la București |
| 1908    | 502633           | Manon [cântec italian]                              | orchestra completă de lăutari | înregistrat la București |
| 1908    | 502634           | O sole mio [cântec italian]                         | orchestra completă de lăutari | înregistrat la București |
| 1908    | 502635           | Foi de fag [romanță]                                | orchestra completă de lăutari | înregistrat la București |
| 1908    | 502636           | Steluța [romanță]                                   | orchestra completă de lăutari | înregistrat la București |
| 1908    | 502637           | A lăsați-mă în pace                                 | orchestra completă de lăutari | înregistrat la București |
| 1908    | 502638           | E greu să uiți [romanță]                            | orchestra completă de lăutari | înregistrat la București |
| 1908    | 502639           | Mă legănai [romanță]                                | orchestra completă de lăutari | înregistrat la București |
| 1908    | 502640           | Am spus inimioarei mele [cântec românesc]           | orchestra completă de lăutari | înregistrat la București |
| 1908    | 502641           | Niciodată nu e bine [cântec românesc]               | orchestra completă de lăutari | înregistrat la București |
| 1908    | 502642           | Dadă Maria [cântec românesc]                        | orchestra completă de lăutari | înregistrat la București |
| 1908    | 502643           | Cine are, cine n'are [cântec românesc]              | orchestra completă de lăutari | înregistrat la București |
| 1908    | 502644           | Hai Anico la cernele [cântec românesc]              | orchestra completă de lăutari | înregistrat la București |
| 1908    | 502645           | Iați boboci de la moară [cântec românesc]           | orchestra completă de lăutari | înregistrat la București |
| 1908    | 502646           | Nani, nani puișor [cântec românesc]                 | orchestra completă de lăutari | înregistrat la București |
| 1908    | 502647           | Despărțirea (Ți-ași cere un semn iubito)            | orchestra completă de lăutari | înregistrat la București |
| 1908    | 502648           | Din ochii tăi cei negrii [romanță]                  | orchestra completă de lăutari | înregistrat la București |
| 1908    | 502649           | Atât am plâns, de mult [romanță]                    | orchestra completă de lăutari | înregistrat la București |
| 1908    | 502650           | Cum m-a lăsat Dumnezeu [cântec românesc]            | orchestra completă de lăutari | înregistrat la București |
| 1908    | 502651           | Inimioară ce te bați [cântec românesc]              | orchestra completă de lăutari | înregistrat la București |
| 1908    | 502652           | Nu vreau lume, nu vreau viață [cântec românesc]     | orchestra completă de lăutari | înregistrat la București |
| 1908    | 502653           | Nu mă face neică mândră [cântec românesc]           | orchestra completă de lăutari | înregistrat la București |
| 1908    | 502654           | Ar fi fost cu mult mai bine [cântec românesc]       | orchestra completă de lăutari | înregistrat la București |
| 1908    | 502655           | Badio Bădișor [cântec românesc]                     | orchestra completă de lăutari | înregistrat la București |
| 1908    | 502656           | Părcălab de Odobești [cântec românesc]              | orchestra completă de lăutari | înregistrat la București |
| 1908    | 502657           | M'ai chemat la tine [obscen]                        | orchestra completă de lăutari | înregistrat la București |
| 1908    | 502658           | Regina ghigherilor [obscen]                         | orchestra completă de lăutari | înregistrat la București |
| 1908    | 502659           | Ursoaica [obscen]                                   | orchestra completă de lăutari | înregistrat la București |
| 1908    | 502660           | Aoleu Matei, Matei [obscen]                         | orchestra completă de lăutari | înregistrat la București |
| indisp. | X-5-102187       | În răriștea de lângă vii [romanță]                  | orchestra Ciolac              | înregistrat la București |
| indisp. | X-5-102188       | Lasă-mă să te sărut [romanță]                       | orchestra Ciolac              | înregistrat la București |

## Discuri Odeon
| An   | Număr de catalog | Piese                                        | Acompaniament               | Note                     |
| ---- | ---------------- | -------------------------------------------- | --------------------------- | ------------------------ |
| 1910 | 301 133          | Șapte văi și-o vale adâncă [cântec românesc] | orchestra Gheorghiță Dinicu | înregistrat la București |
| 1910 | 301 158          | Măriță de la Cepari-Argeș [cântec românesc]  | orchestra Gheorghiță Dinicu | înregistrat la București |

## Discuri Columbia
| An   | Număr de catalog | Piese                          | Acompaniament                      | Note                     |
| ---- | ---------------- | ------------------------------ | ---------------------------------- | ------------------------ |
| 1916 | E6022            | La Copoul din Iași; Oltenească | orchestra Mitică Gunescu-București | înregistrat la București |

## Discuri Concert Record Gramophone
| An   | Număr de catalog | Piese                                              | Acompaniament           | Note                     |
| ---- | ---------------- | -------------------------------------------------- | ----------------------- | ------------------------ |
| 1912 | G.C. 11-12758    | De or trece anii [romanță]                         | orchestra Barbu Ciolacu | înregistrat la București |
| 1912 | G.C. 11-12759    | Nu mă abandona [romanță]                           | orchestra Barbu Ciolacu | înregistrat la București |
| 1912 | G.C. 11-12760    | Pe lângă plopii fără soț [romanță]                 | orchestra Barbu Ciolacu | înregistrat la București |
| 1912 | G.C. 11-12761    | La țărmul clătinatei mării [romanță]               | orchestra Barbu Ciolacu | înregistrat la București |
| 1912 | G.C. 11-12762    | Dorința [romanță]                                  | orchestra Barbu Ciolacu | înregistrat la București |
| 1912 | G.C. 11-12763    | Te duci [romanță]                                  | orchestra Barbu Ciolacu | înregistrat la București |
| 1912 | G.C. 11-12764    | Ai ochii frumoși [romanță]                         | orchestra Barbu Ciolacu | înregistrat la București |
| 1912 | G.C. 11-12765    | Oglinda de Coșbuc [romanță]                        | orchestra Barbu Ciolacu | înregistrat la București |
| 1912 | G.C. 11-12766    | Săi fetițo [cântec românesc]                       | orchestra Barbu Ciolacu | înregistrat la București |
| 1912 | G.C. 11-12767    | Tache și Petrache [cântec românesc]                | orchestra Barbu Ciolacu | înregistrat la București |
| 1912 | G.C. 11-12768    | Foae verde 3 lămâi [cântec românesc]               | orchestra Barbu Ciolacu | înregistrat la București |
| 1912 | G.C. 11-12769    | Șeapte săptămâni din post [cântec românesc]        | orchestra Barbu Ciolacu | înregistrat la București |
| 1912 | G.C. 11-12770    | Mai ciupit de sânișor [cântec românesc]            | orchestra Barbu Ciolacu | înregistrat la București |
| 1912 | G.C. 11-12771    | Sunt păsări cari trec în sbor [cântec românesc]    | orchestra Barbu Ciolacu | înregistrat la București |
| 1912 | G.C. 11-12772    | Spaniola [cântec]                                  | orchestra Barbu Ciolacu | înregistrat la București |
| 1912 | G.C. 11-12773    | Mirella [cântec]                                   | orchestra Barbu Ciolacu | înregistrat la București |
| 1912 | G.C. 11-12774    | Foaie verde anason [cântec românesc]               | orchestra Barbu Ciolacu | înregistrat la București |
| 1912 | G.C. 11-12775    | Cine are dor la vale [cântec românesc]             | orchestra Barbu Ciolacu | înregistrat la București |
| 1912 | G.C. 11-12776    | La casa cu trestioară [cântec românesc]            | orchestra Barbu Ciolacu | înregistrat la București |
| 1912 | G.C. 11-12777    | Departe mândro departe [cântec românesc]           | orchestra Barbu Ciolacu | înregistrat la București |
| 1912 | G.C. 11-12778    | Hora din Stălpeni [cântec românesc]                | orchestra Barbu Ciolacu | înregistrat la București |
| 1912 | G.C. 11-12779    | Călușul [cântec românesc]                          | orchestra Barbu Ciolacu | înregistrat la București |
| 1912 | G.C. 11-12780    | Ași vrea să fiu pe mare [cântec românesc]          | orchestra Barbu Ciolacu | înregistrat la București |
| 1912 | G.C. 11-12781    | Vin de mă iubește [cântec românesc]                | orchestra Barbu Ciolacu | înregistrat la București |
| 1912 | G.C. 11-12782    | Foae verde izmă creață [cântec românesc]           | orchestra Barbu Ciolacu | înregistrat la București |
| 1912 | G.C. 11-12783    | O jună abandonată [cântec românesc]                | orchestra Barbu Ciolacu | înregistrat la București |
| 1913 | G.C. 11-12982    | Troica [cântec românesc]                           | orchestra Barbu Ciolacu | înregistrat la București |
| 1913 | G.C. 11-12983    | Valse brune [vals]                                 | orchestra Barbu Ciolacu | înregistrat la București |
| 1913 | G.C. 11-12984    | Păpușică păpușea [cântec românesc]                 | orchestra Barbu Ciolacu | înregistrat la București |
| 1913 | G.C. 11-12985    | Sărba iubirei [cântec românesc]                    | orchestra Barbu Ciolacu | înregistrat la București |
| 1913 | G.C. 11-12986    | Nu tu n'ai s-o știi [vals]                         | orchestra Barbu Ciolacu | înregistrat la București |
| 1913 | G.C. 11-12987    | Suzana Valsul [vals]                               | orchestra Barbu Ciolacu | înregistrat la București |
| 1913 | G.C. 11-12988    | Păsărică de Gilort [cântec românesc]               | orchestra Barbu Ciolacu | înregistrat la București |
| 1913 | G.C. 11-12989    | Foaie verde foi de boj [cântec românesc]           | orchestra Barbu Ciolacu | înregistrat la București |
| 1913 | G.C. 11-12990    | Fă Frosino [cântec românesc]                       | orchestra Barbu Ciolacu | înregistrat la București |
| 1913 | G.C. 11-12991    | În ochii tăi e scris [romanță]                     | orchestra Barbu Ciolacu | înregistrat la București |
| 1913 | G.C. 11-12992    | Paharul [cântec românesc]                          | orchestra Barbu Ciolacu | înregistrat la București |
| 1913 | G.C. 11-12993    | Coco steluța mea [cântec românesc]                 | orchestra Barbu Ciolacu | înregistrat la București |
| 1913 | G.C. 11-12404    | Prea târziu [romanță]                              | orchestra Barbu Ciolacu | înregistrat la București |
| 1913 | G.C. 11-12405    | Amintiri din tinerețe [romanță]                    | orchestra Barbu Ciolacu | înregistrat la București |
| 1913 | G.C. 11-12406    | În serile din luna Mai [romanță]                   | orchestra Barbu Ciolacu | înregistrat la București |
| 1913 | G.C. 11-12407    | Cine n'are dor [romanță]                           | orchestra Barbu Ciolacu | înregistrat la București |
| 1913 | G.C. 11-12408    | Mi-e frică [romanță]                               | orchestra Barbu Ciolacu | înregistrat la București |
| 1913 | G.C. 11-12409    | Dăm ochii să-ți sărut [romanță]                    | orchestra Barbu Ciolacu | înregistrat la București |
| 1913 | G.C. 11-12410    | Stela condifenta [romanță]                         | orchestra Barbu Ciolacu | înregistrat la București |
| 1913 | G.C. 11-12411    | Adio [romanță]                                     | orchestra Barbu Ciolacu | înregistrat la București |
| 1913 | G.C. 11-12412    | Pe aceiași ulicioră [cântec românesc]              | orchestra Barbu Ciolacu | înregistrat la București |
| 1913 | G.C. 11-12413    | Femeie ești, nu-i vina ta [romanță]                | orchestra Barbu Ciolacu | înregistrat la București |
| 1913 | G.C. 11-12414    | Sub balcon [cântec românesc]                       | orchestra Barbu Ciolacu | înregistrat la București |
| 1913 | G.C. 11-12415    | Numai sunt ce am fost odată [romanță]              | orchestra Barbu Ciolacu | înregistrat la București |
| 1913 | G.C. 11-12416    | De unde vii tu lele [cântec românesc]              | orchestra Barbu Ciolacu | înregistrat la București |
| 1913 | G.C. 11-12417    | Lume, lume [cântec românesc]                       | orchestra Barbu Ciolacu | înregistrat la București |
| 1913 | G.C. 11-12418    | Tărășelul [cântec românesc]                        | orchestra Barbu Ciolacu | înregistrat la București |
| 1913 | G.C. 11-12419    | Hora mănioasă [cântec românesc]                    | orchestra Barbu Ciolacu | înregistrat la București |
| 1913 | G.C. 11-12420    | Hora iozeasca [cântec românesc]                    | orchestra Barbu Ciolacu | înregistrat la București |
| 1913 | G.C. 11-12421    | Hora Luței [cântec românesc]                       | orchestra Barbu Ciolacu | înregistrat la București |
| 1913 | G.C. 11-12422    | La firica lui Marin [cântec românesc]              | orchestra Barbu Ciolacu | înregistrat la București |
| 1913 | G.C. 11-12423    | Amărăt ca mine nu-i [cântec românesc]              | orchestra Barbu Ciolacu | înregistrat la București |
| 1913 | G.C. 11-12424    | Când 'ți văd gâtu spălat [cântec românesc]         | orchestra Barbu Ciolacu | înregistrat la București |
| 1913 | G.C. 11-12425    | Un fiu de rege [cântec românesc]                   | orchestra Barbu Ciolacu | înregistrat la București |
| 1913 | G.C. 11-12472    | Rondul srei [romanță]                              | orchestra Barbu Ciolacu | înregistrat la București |
| 1913 | G.C. 11-12473    | Serafima [romanță]                                 | orchestra Barbu Ciolacu | înregistrat la București |
| 1913 | G.C. 11-12476    | Un fiu de rege și privighetoarea [cântec românesc] | orchestra Barbu Ciolacu | înregistrat la București |
| 1913 | G.C. 11-12477    | Marița din Prahova [cântec românesc]               | orchestra Barbu Ciolacu | înregistrat la București |
| 1913 | G.C. 11-12301    | Marieta [romanță]                                  | orchestra Barbu Ciolacu | înregistrat la București |
| 1913 | G.C. 11-12302    | Impresiuni de toamnă [romanță]                     | orchestra Barbu Ciolacu | înregistrat la București |
| 1913 | G.C. 11-12474    | Bula, bula [cântec românesc]                       | orchestra Barbu Ciolacu | înregistrat la București |
| 1913 | G.C. 11-12475    | Am venit de la provinț [cântec românesc]           | orchestra Barbu Ciolacu | înregistrat la București |
| 1913 | G.C. 11-12303    | Ah dragă Eleno [cântec românesc]                   | orchestra Barbu Ciolacu | înregistrat la București |
| 1913 | G.C. 11-12304    | Nu purta rochia cu flori [cântec românesc]         | orchestra Barbu Ciolacu | înregistrat la București |
| 1913 | G.C. 11-12305    | Fiori de primăvară [romanță]                       | orchestra Barbu Ciolacu | înregistrat la București |
| 1913 | G.C. 11-12306    | Jurământul femeii [romanță]                        | orchestra Barbu Ciolacu | înregistrat la București |
| 1913 | G.C. 11-12331    | Mărița de la Cepari [cântec românesc]              | orchestra Barbu Ciolacu | înregistrat la București |
| 1913 | G.C. 11-12332    | Amară e durerea [cântec românesc]                  | orchestra Barbu Ciolacu | înregistrat la București |
| 1913 | G.C. 11-12307    | Dela Olt până la Jiu [cântec românesc]             | orchestra Barbu Ciolacu | înregistrat la București |
| 1913 | G.C. 11-12308    | Dor, dorule [cântec românesc]                      | orchestra Barbu Ciolacu | înregistrat la București |
| 1913 | G.C. 11-12309    | Sunt eu de vină mamă [cântec românesc]             | orchestra Barbu Ciolacu | înregistrat la București |
| 1913 | G.C. 11-12310    | Căpritane Constantin [cântec românesc]             | orchestra Barbu Ciolacu | înregistrat la București |
| 1913 | G.C. 11-12311    | Nășicuta Rada [cântec românesc]                    | orchestra Barbu Ciolacu | înregistrat la București |
| 1913 | G.C. 11-12312    | Se mărită Cârna [cântec românesc]                  | orchestra Barbu Ciolacu | înregistrat la București |
| 1913 | G.C. 11-12313    | Dorința [romanță]                                  | orchestra Barbu Ciolacu | înregistrat la București |
| 1913 | G.C. 11-12314    | Dor de ducă [cântec românesc]                      | orchestra Barbu Ciolacu | înregistrat la București |
| 1913 | G.C. 11-12315    | De ce plâng [romanță]                              | orchestra Barbu Ciolacu | înregistrat la București |
| 1913 | G.C. 11-12316    | Prăpădit de dor [romanță]                          | orchestra Barbu Ciolacu | înregistrat la București |
| 1913 | G.C. 11-12317    | Las-o Gheorghe să iubească [cântec românesc]       | orchestra Barbu Ciolacu | înregistrat la București |
| 1913 | G.C. 11-12318    | Sună pungă sună [cântec românesc]                  | orchestra Barbu Ciolacu | înregistrat la București |
| 1913 | G.C. 11-12319    | Gelozia [romanță]                                  | orchestra Barbu Ciolacu | înregistrat la București |
| 1913 | G.C. 11-12320    | Unde gândul tău s'avântă [romanță]                 | orchestra Barbu Ciolacu | înregistrat la București |

## Discuri Universal Record
| An      | Număr de catalog | Piese                                                    | Acompaniament | Note                     |
| ------- | ---------------- | -------------------------------------------------------- | ------------- | ------------------------ |
| indisp. | 30 181           | Cantece nationale: Uite neica, nu e neica; Romanta Manon |               | înregistrat la București |

## Discuri Lyrophon
| An      | Număr de catalog     | Piese                                  | Acompaniament                   | Note                     |
| ------- | -------------------- | -------------------------------------- | ------------------------------- | ------------------------ |
| indisp. | Rm 3531              | Mari! Mari! [cântec românesc]          | orchestra Gheorghiță Simionescu | înregistrat la București |
| indisp. | Rm 3534              | Deșteaptă-te române [cântec patriotic] | orchestra Gheorghiță Simionescu | înregistrat la București |
| indisp. | Rm 3710              | Oltenește! [cântec românesc]           | orchestra Mitică Gutescu        | înregistrat la București |
| indisp. | Rm 3788              | Colo în grădiniță [cântec românesc]    | orchestra Mitică Gutescu        | înregistrat la București |
| indisp. | Rm. 4170., Rm. 4175. | Valse Brun! / La Oglinda               | Lautari Măța                    | înregistrat la București |
| indisp. | Rm. 4171., Rm. 4180. | Nu Me Abondona / Dorința               | Lautari Măța                    | înregistrat la București |
| indisp. | Rm 4246              | Susana mea [romanță]                   | orchestra Gheorghiță Dinicu     | înregistrat la București |
| indisp. | Rm 4247              | În serile din luna mai [romanță]       | orchestra Gheorghiță Dinicu     | înregistrat la București |
| indisp. | Rm 4285              | Iancu Jianu (Haiduc)                   | orchestra Gheorghiță Dinicu     | înregistrat la București |
| indisp. | Rm 4286              | Nu învârti pe Iona                     | orchestra Gheorghiță Dinicu     | înregistrat la București |

## Discuri Polyphon
| An      | Număr de catalog | Piese                                           | Acompaniament                  | Note                     |
| ------- | ---------------- | ----------------------------------------------- | ------------------------------ | ------------------------ |
| indisp. | 5358             | Ardei umplut; Așteaptă până oi schimba [obscen] | orchestra Iancu Constantinescu | înregistrat la București |

## Discuri Pathé
| An   | Număr de catalog | Piese                                  | Acompaniament               | Note                     |
| ---- | ---------------- | -------------------------------------- | --------------------------- | ------------------------ |
| 1921 | 71007            | Pe lângă plopii / Mai am un singur dor | Orchestra J. Jordăchescu    | înregistrat la București |
| 1921 | N 71027          | Păsărică de Jilort / Brâu din Bughea   | orchestra Gheorghiță Dinicu | înregistrat la București |

## Discuri Perfection Concert Record
| An   | Număr de catalog            | Piese                                   | Acompaniament                    | Note                     |
| ---- | --------------------------- | --------------------------------------- | -------------------------------- | ------------------------ |
| 1923 | PC 8042                     | Primul tango                            | orchestra Iancu Constantinescu   | înregistrat la București |
| 1923 | PC 8051                     | Amorul                                  | orchestra Iancu Constantinescu   | înregistrat la București |
| 1923 | PC 8043                     | Sus e dealul la pădure                  | orchestra Iancu Constantinescu   | înregistrat la București |
| 1923 | PC 8047                     | Firicel de iarbă neagră                 | orchestra Iancu Constantinescu   | înregistrat la București |
| 1923 | PC 8044                     | Foaie verde ș-o negară                  | orchestra Iancu Constantinescu   | înregistrat la București |
| 1923 | PC 8048                     | Foaie verde didițel                     | orchestra Iancu Constantinescu   | înregistrat la București |
| 1923 | PC 8045                     | Dacă-n douăzeci de toamne               | orchestra Iancu Constantinescu   | înregistrat la București |
| 1923 | PC 8049                     | Tu ai să-mi revii odată                 | orchestra Iancu Constantinescu   | înregistrat la București |
| 1923 | PC 8046                     | Zoe [romanță]                           | orchestra Iancu Constantinescu   | înregistrat la București |
| 1923 | PC 8053                     | Vâjâita (obscen)                        | orchestra Iancu Constantinescu   | înregistrat la București |
| 1923 | PC 8054                     | Floare de crin [romanță]                | orchestra Iancu Constantinescu   | înregistrat la București |
| 1923 | PC 8055                     | Ochii cari mi-aduc aminte               | orchestra Iancu Constantinescu   | înregistrat la București |
| 1923 | PC 8056                     | Murgulețul meu                          | orchestra Iancu Constantinescu   | înregistrat la București |
| 1923 | PC 8057                     | Noruleț de ploaie                       | orchestra Iancu Constantinescu   | înregistrat la București |
| 1923 | PC 8064                     | În sat la Aninoasa                      | orchestra Iancu Constantinescu   | înregistrat la București |
| 1923 | PC 8060                     | Ioana de la Brăila                      | orchestra Iancu Constantinescu   | înregistrat la București |
| 1923 | PC 8063                     | Hora de dimineață                       | orchestra Iancu Constantinescu   | înregistrat la București |
| 1923 | PC 8058                     | De m-aș vedea cu bărbat                 | orchestra Iancu Constantinescu   | înregistrat la București |
| 1923 | PC 8065                     | Nebuna                                  | orchestra Iancu Constantinescu   | înregistrat la București |
| 1923 | PC 8059                     | Și mie dor puică mie dor                | orchestra Iancu Constantinescu   | înregistrat la București |
| 1923 | PC 8061                     | Căpitane Constantine                    | orchestra Iancu Constantinescu   | înregistrat la București |
| 1923 | PC 70101                    | Viața e un vis în paradis               | orchestra Barbu și Dănică Ciolac | înregistrat la București |
| 1923 | PC 70102                    | Dorul meu e numai dor                   | orchestra Barbu și Dănică Ciolac | înregistrat la București |
| 1923 | PC 70103                    | Adio, de Eminescu, rămâi, rămâi cu bine | orchestra Barbu și Dănică Ciolac | înregistrat la București |
| 1923 | PC 70104                    | Mai am un singur dor                    | orchestra Barbu și Dănică Ciolac | înregistrat la București |
| 1923 | PC 70105                    | De te-aș prinde în deal la prune        | orchestra Barbu și Dănică Ciolac | înregistrat la București |
| 1923 | PC 70106                    | Hora din Teleorman                      | orchestra Barbu și Dănică Ciolac | înregistrat la București |
| 1923 | PC 70107                    | Aoleo dadă Mario (colilia)              | orchestra Barbu și Dănică Ciolac | înregistrat la București |
| 1923 | PC 70108                    | I-auzi lele, popa toacă                 | orchestra Barbu și Dănică Ciolac | înregistrat la București |
| 1923 | PC 70109                    | Lelea cu scurteica verde                | orchestra Barbu și Dănică Ciolac | înregistrat la București |
| 1923 | PC 70110                    | Și ți-am zis, dragă ți-am zis           | orchestra Barbu și Dănică Ciolac | înregistrat la București |
| 1923 | PC 70111                    | Se mărită Leana noastră                 | orchestra Barbu și Dănică Ciolac | înregistrat la București |
| 1923 | PC 70112                    | La bordei la crucea înaltă              | orchestra Barbu și Dănică Ciolac | înregistrat la București |
| 1923 | PC 70113                    | Frumoasă îmi fu viața                   | orchestra Barbu și Dănică Ciolac | înregistrat la București |
| 1923 | PC 70114                    | Ah mi-e dor, mi-e dor de tine           | orchestra Barbu și Dănică Ciolac | înregistrat la București |
| 1923 | PC 70115                    | Calul negru, mult mi-e drag             | orchestra Barbu și Dănică Ciolac | înregistrat la București |
| 1923 | PC 70116                    | Adio Măgurele                           | orchestra Barbu și Dănică Ciolac | înregistrat la București |
| 1923 | PC 70117                    | Oltenește                               | orchestra Barbu și Dănică Ciolac | înregistrat la București |
| 1923 | PC 70118                    | Au plecat olteni la coasă               | orchestra Barbu și Dănică Ciolac | înregistrat la București |
| 1923 | PC 70119                    | Șeapte văi și-o vale adâncă             | orchestra Barbu și Dănică Ciolac | înregistrat la București |
| 1923 | PC 70120                    | Din Ploiești până-n Gheboaia            | orchestra Barbu și Dănică Ciolac | înregistrat la București |
| 1923 | PC 70123                    | Rariștea                                | orchestra Barbu și Dănică Ciolac | înregistrat la București |
| 1923 | PC 70122                    | Cuculeț dela pădure                     | orchestra Barbu și Dănică Ciolac | înregistrat la București |
| 1923 | PC 70130                    | Vecinică, vecinea                       | orchestra Barbu și Dănică Ciolac | înregistrat la București |
| 1923 | PC 70131                    | Barbu Lăutaru                           | orchestra Barbu și Dănică Ciolac | înregistrat la București |
| 1923 | PC 70780, P. C. 70781.      | Tache și Petrache / Hora peștilor       | orchestra A. M. Georgescu        | înregistrat la București |
| 1923 | PC 70782                    | Eu micuț și tu micuță                   | orchestra A. M. Georgescu        | înregistrat la București |
| 1923 | PC 70783                    | Lăsați-mă să cânt în pace               | orchestra A. M. Georgescu        | înregistrat la București |
| 1923 | PC 70788                    | Să cer un semn iubito                   | orchestra A. M. Georgescu        | înregistrat la București |
| 1923 | PC 70789                    | Porumbița                               | orchestra A. M. Georgescu        | înregistrat la București |
| 1923 | PC 70790                    | Fă-ne Doamne iar copii                  | orchestra A. M. Georgescu        | înregistrat la București |
| 1923 | PC 70791                    | Foi de fag                              | orchestra A. M. Georgescu        | înregistrat la București |
| 1923 | PC 70792                    | Săi fetițo                              | orchestra A. M. Georgescu        | înregistrat la București |
| 1923 | PC 70793                    | Troica                                  | orchestra A. M. Georgescu        | înregistrat la București |
| 1923 | PC 70794                    | La casa cu trestioare                   | orchestra A. M. Georgescu        | înregistrat la București |
| 1923 | PC 70795                    | Mamă inimă de piatră                    | orchestra A. M. Georgescu        | înregistrat la București |
| 1923 | PC 70796                    | Hora Frosinei                           | orchestra A. M. Georgescu        | înregistrat la București |
| 1923 | PC 70797                    | Hora de la Stâlpeni-Argeș               | orchestra A. M. Georgescu        | înregistrat la București |
| 1923 | PC 70798                    | Cumetrița                               | orchestra A. M. Georgescu        | înregistrat la București |
| 1923 | PC 70799                    | Fusul (Horă Oltenească)                 | orchestra A. M. Georgescu        | înregistrat la București |
| 1923 | PC 70800                    | Marița de la Cepari-Argeș               | orchestra A. M. Georgescu        | înregistrat la București |
| 1923 | PC 70801                    | Sârba iubitului                         | orchestra A. M. Georgescu        | înregistrat la București |
| 1923 | PC 70802                    | Lasă-mă să te sărut                     | orchestra A. M. Georgescu        | înregistrat la București |
| 1923 | PC 70803                    | Pe țărmul clătinatei mări               | orchestra A. M. Georgescu        | înregistrat la București |
| 1923 | PC 70804                    | Am un pom în bătătură                   | orchestra A. M. Georgescu        | înregistrat la București |
| 1923 | PC 70805                    | Foaie verde trei granate                | orchestra A. M. Georgescu        | înregistrat la București |
| 1923 | PC 70806                    | Foi de vie                              | orchestra A. M. Georgescu        | înregistrat la București |
| 1923 | PC 70807                    | Cuculeț cu pana sură                    | orchestra A. M. Georgescu        | înregistrat la București |
| 1923 | PC 70810                    | Dela Jiu pân'la Olt                     | orchestra A. M. Georgescu        | înregistrat la București |
| 1923 | PC 70811                    | Șeapte săptămâni în post                | orchestra A. M. Georgescu        | înregistrat la București |
| 1923 | P. C. 70815. / P. C. 70816. | Fleacuri / Plugul Cu Doi Boi            | orchestra A. M. Georgescu        | înregistrat la București |
| 1923 | PC 70817                    | Știe puica ce gând are                  | orchestra A. M. Georgescu        | înregistrat la București |
| 1923 | PC 70818                    | Iancu Jianu (haiducesc)                 | orchestra A. M. Georgescu        | înregistrat la București |
| 1923 | PC 70819                    | Foaie verde trei lămâi                  | orchestra A. M. Georgescu        | înregistrat la București |
| 1923 | PC 70822                    | Plânge Bistrița în vale                 | orchestra A. M. Georgescu        | înregistrat la București |
| 1923 | PC 70823                    | Nu m'abandona                           | orchestra A. M. Georgescu        | înregistrat la București |
| 1923 | PC 70824                    | Dorința                                 | orchestra A. M. Georgescu        | înregistrat la București |
| 1923 | PC 70825                    | Te duci (Eminescu)                      | orchestra A. M. Georgescu        | înregistrat la București |
| 1923 | PC 70826                    | Lolo drăguța mea                        | orchestra A. M. Georgescu        | înregistrat la București |
| 1923 | PC 70827                    | Lunca                                   | orchestra A. M. Georgescu        | înregistrat la București |
| 1923 | PC 70828                    | Ași vrea să mor                         | orchestra A. M. Georgescu        | înregistrat la București |
| 1923 | PC 70829                    | Oglinda (George Coșbuc)                 | orchestra A. M. Georgescu        | înregistrat la București |
| 1923 | PC 70830                    | Mirella                                 | orchestra A. M. Georgescu        | înregistrat la București |
| 1924 | PC 70831                    | Vin să te legăn pe brațe                | orchestra A. M. Georgescu        | înregistrat la București |
| 1924 | PC 70992                    | De or trece anii                        | orchestra de lăutari             | înregistrat la București |
| 1924 | PC 70993                    | Floare albă a primăverei                | orchestra de lăutari             | înregistrat la București |
| 1924 | PC 70996                    | Păsărică de Jilort                      | orchestra de lăutari             | înregistrat la București |
| 1924 | PC 70997                    | Costică, Costică                        | orchestra de lăutari             | înregistrat la București |
| 1924 | PC 80000                    | Jelui m'ași și n'am cui                 | orchestra de lăutari             | înregistrat la București |
| 1924 | PC 80001                    | Hora ploaiei                            | orchestra de lăutari             | înregistrat la București |
| 1924 | P. C. 80012., P. C. 80013.  | Adio De Cavadia / Inșirați-vă Mărgele   | Orchestra Al. Dărcă              | înregistrat la București |
| 1924 | PC 80014                    | Nu, tu n'ai să știi                     | orchestra de lăutari             | înregistrat la București |
| 1924 | PC 80015                    | Durerea                                 | orchestra de lăutari             | înregistrat la București |
| 1924 | PC 80104                    | Rondul Serei                            | orchestra de lăutari             | înregistrat la București |
| 1924 | PC 80154                    | Serafina                                | orchestra de lăutari             | înregistrat la București |
| 1924 | PC 80117                    | Cei patru draci                         | orchestra de lăutari             | înregistrat la București |
| 1924 | PC 80118                    | Iată de ce                              | orchestra de lăutari             | înregistrat la București |
| 1924 | PC 80112                    | Gânduri de toamna                       | orchestra de lăutari             | înregistrat la București |
| 1924 | PC 80106                    | Femeie ești, nu-i vina ta               | orchestra de lăutari             | înregistrat la București |
| 1924 | PC 80107                    | Marițo din Prahova                      | orchestra de lăutari             | înregistrat la București |
| 1924 | PC 80125                    | Zăpăcită                                | orchestra de lăutari             | înregistrat la București |
| 1924 | PC 80120                    | Foaie verde ismă creață                 | orchestra de lăutari             | înregistrat la București |
| 1924 | PC 80121                    | Am iubit două surori                    | orchestra de lăutari             | înregistrat la București |
| 1924 | PC 80122                    | Hai puică la Severin                    | orchestra de lăutari             | înregistrat la București |
| 1924 | PC 80124                    | Lozeasca                                | orchestra de lăutari             | înregistrat la București |
| 1924 | PC 80123                    | Hora Nuței                              | orchestra de lăutari             | înregistrat la București |
| 1924 | PC 80127                    | Sârba lui Lache                         | orchestra de lăutari             | înregistrat la București |
| 1924 | PC 80155                    | Sunt eu de vină                         | orchestra de lăutari             | înregistrat la București |
| 1924 | PC 80110                    | Câte odată așa m'apucă                  | orchestra de lăutari             | înregistrat la București |
| 1924 | PC 80108                    | Pădurarul                               | orchestra de lăutari             | înregistrat la București |
| 1924 | PC 80109                    | Firul ierbei                            | orchestra de lăutari             | înregistrat la București |